# 瓦佩洛鎮區 (愛荷華州路易莎縣)
瓦佩洛鎮區（英語：Wapello Township）是位於美國愛荷華州路易莎縣的一個行政鎮區。

## 地方資料
根據2010年美國人口普查的數據，瓦佩洛鎮區的面積為128.50平方千米，當中陸地面積為125.28平方千米，而水域面積為3.22平方千米。當地共有人口2755人，而人口密度為每平方千米21.44人。